# Lasonde
Lasonde is een bestuurslaag in het regentschap Nias Selatan van de provincie Noord-Sumatra, Indonesië. Lasonde telt 323 inwoners (volkstelling 2010).